# Инцерсдорф-Гетцерсдорф
Инцерсдорф-Гетцерсдорф (нем. Inzersdorf-Getzersdorf) — коммуна (нем. Gemeinde) в Австрии, в федеральной земле Нижняя Австрия. 
Входит в состав округа Санкт-Пёльтен.  Население составляет 1424 человека (на 31 декабря 2005 года). Занимает площадь 13,72 км². Официальный код  —  31913.

## Политическая ситуация
Бургомистр коммуны — Франц Хаслингер (АНП) по результатам выборов 2005 года.
Совет представителей коммуны (нем. Gemeinderat) состоит из 19 мест.
- АНП занимает 11 мест.
- СДПА занимает 8 мест.